# Garlagunji, Khanapur
Garlagunji là một làng thuộc tehsil Khanapur, huyện Belgaum, bang Karnataka, Ấn Độ.